# Hersey
Hersey is een plaats (village) in de Amerikaanse staat Michigan, en valt bestuurlijk gezien onder Osceola County.

## Demografie
Bij de volkstelling in 2000 werd het aantal inwoners vastgesteld op 374.
In 2006 is het aantal inwoners door het United States Census Bureau geschat op 375, een stijging van 1 (0,3%).

## Geografie
Volgens het United States Census Bureau beslaat de plaats een oppervlakte van
2,8 km², geheel bestaande uit land. Hersey ligt op ongeveer 297 m boven zeeniveau.

## Plaatsen in de nabije omgeving
De onderstaande figuur toont nabijgelegen plaatsen in een straal van 28 km rond Hersey.